# Harmen van der Bij
Harmen van der Bij (Sijbrandahuis, 22 september 1920 – Leeuwarden, 16 september 2000) was een Nederlands onderwijzer, tekenaar en kunstschilder en een van de belangrijkste geschiedschrijvers van de regio Noordoost-Friesland. 

## Intro
Met de vele potloodtekeningen heeft van der Bij in belangrijke mate bijgedragen aan de verbeelding van de streek in de periode tussen 1940-1990. 
Omdat de onderwerpen die hij koos vaak van ver voor die periode stammen en veel en veel ouder zijn (deels Middeleeuws), heeft hij ook een belangrijke bijdrage geleverd aan het vastleggen van de streek geschiedenis. Een prent zegt meer dan duizend woorden – van der Bij's werk is voor velen een bron van jeugdherinneringen, voor anderen een kijkje in de tijd. Door de gedetailleerde manier van tekenen zijn zelfs bouwtechnische elementen te reconstrueren. Op deze manier biedt het werk zelfs informatie aan restaurateurs. Het woord kunstenaar kreeg hij niet over zijn lippen, althans niet in positieve zin. Hij gaf er de voorkeur aan, als het dan toch nodig was, als ambachtsman te boek te staan. Zijn minder bekende werk toont echter het bloed zoals het kroop. 

## Leven
Harmen van der Bij – in de volksmond beter bekend als “Meester van der Bij” – werd op 22 september 1920 in Sijbrandahuis geboren. Hij was de jongste zoon van Lieuwe Geerts van der Bij en Aukje Foekes Bos, hardwerkende eenvoudige boeren op de kleigrond langs de Dockumer Ee. Zijn oudere broers kwamen in het bedrijf en Van der Bij “moest maar leren” en ging van de Mulo naar de Kweekschool. Hij kreeg verkering met Ytje Wijga die aan de andere kant van de Ee woonde. Als hij naar haar toe ging moest hij over de brug noordelijk van Sijbrandahuis. De bruggenwachter kon goed tekenen en moedigde van der Bij aan het ook te proberen. Op de Kweekschool volgde hij de lessen met toewijding en deed uitvoerig ervaring op met eenvoudige materialen zoals potlood en inktpen. Er werd veel nagetekend en wat hij daar met name trainde was de waarneming – het kijken.
Na de oorlog kwam hij eerst 4 jaar aan school in Rinsumageest. In de zomer van 1949 begon hij te solliciteren en dat lukte al vrij vlot. Hij werd benoemd aan de Christelijke School in Twijzel op voorwaarde, dat hij ook voorzitter werd van de J.V. (jongerenvereniging). Pasgetrouwd vestigde het stel zich aan de Rijksweg. Als onderwijzer aan de lagere school maakte hij veel indruk op de kinderen met prachtige boeiende verhalen over geschiedenis en biologie. Voor zijn tijd was hij uitermate creatief met het overbrengen van kennis; vaak nam hij de leerlingen mee de natuur in waar hij ze ter plekke les gaf over het gebied, de flora en de fauna. Van der Bij kon prachtig tekenen op het bord. Daarnaast illustreerde hij talloze poëzie-albums, bijbels, psalmboekjes, verjaardags- en jubileumkaarten.
Toen de rijksweg in Twijzel werd verlegd en een aantal huizen geruimd moest worden, werd hij door een van de bewoners, mevrouw Detmar, gevraagd om een tekening te maken van de oude smederij. Dit moment werd door Van der Bij aangegeven als zijnde het begin van zijn tekencarrière. Na die ene prent volgden er vele tientallen. Tekenen en schilderen werd voor hem een manier om zijn andere passies, de streekgeschiedenis en de natuur op een bijzondere manier vast te leggen. Oude huisjes, kerken, boerderijen en boerenstreekjes in de ruime omgeving van Twijzel en in zijn geboortestreek werden op papier vastgelegd en voor het nageslacht bewaard. Een groot aantal van zijn werken emigreerde door de jaren heen mee naar Canada, de Verenigde Staten en Nieuw-Zeeland om aldaar gekoesterd te worden als een stukje Heitelân.

## Werk
Hoewel van der Bij vooral en met name bekend is geworden door zijn bijna jaarlijkse kalenders met dorpsgezichten, monumentale panden en kerken (periode 1979-2000), heeft hij ook veel werk nagelaten dat amper openbaar is geweest. Er zijn tal van olieverfschilderijen, aquarellen, vrije tekeningen en illustraties in het bezit van particulieren.
Van der Bij's kleinere werk bestaat uit een enorme verzameling illustraties voor kinderboeken, boekjes met sprookjes, legenden en verhalen en boeken met streekgeschiedenis. Af en toe werd hij gevraagd voor reclameopdrachten en ook maakte hij ontwerpen voor een kunstwerk dat door de dorpssmid Detmar (dezelfde die hem vroeg de smederij te vereeuwigen) op ware grootte werd gesmeed en sindsdien in de gereformeerde kerk te Twijzel hangt.
Er zijn tientallen kleinere werkjes in omloop. In de 40 jaren dat hij aan de lagere school in Twijzel stond gaf hij les aan honderden leerlingen. Alle meisjes kregen een uniek gedicht waarvan de zinnen begonnen met de gekalligrafeerde letters van hun naam. Door de gemeente werd hij benaderd om trouwboekjes te kalligraferen; hij kreeg daarvoor maar liefst 2 gulden per boekje. Vele vrienden en bekenden werden jaarlijks verrast met eigen gemaakte kerstkaarten, allen voorzien van een unieke afbeelding. Elke kaart en ieder poëziealbum is een klein kunstwerkje op zich. Van der Bij gebruikte daarbij met name een tekenpotlood en waterverf. De bijbehorende teksten zijn vaak stichtelijk en vroom, in de geest van de man en blijk gevend van zijn inspiratie.
Van der Bij overleed op 16 september 2000, bijna 80 jaar.

## Publicaties
Auteur:
- De christelijke school Twijzel 1905-1980 (1981)
- In minskelibben lang oan it wetter (oer de bewenners fan Mûntsetille) (1988)pdf
- ons mooie friesland (1979) v ISBN 90 6368 003 1
- Pingo’s, puollen en planten (samen met H. Veenstra) (1975) ISBN 90 6171 484 2
- Sic transit gloria mundi (over Twijzel en Buitenpost) (1990)
- Skoander Besit: de monuminten yn Achtkarspelen (samen met Meint Bottema) (1976) ISBN 90 700 10 41 0

Illustraties:
- Alde pake op de praatstoel fan Gerben Oegema (Fries) (1981,2000)
- de heremiet - Binne R. Veltman (1978) ISBN 90 6011 145 1
- Opa’s jonge joaren - Nies Sap-Akkerman (1977) ISBN 90 6272 06 17
- Rare kostgangers in Achtkarspelen - W.T. Fleer (1981,2e druk)
- Schetsen van een dorp - Gerben Oegema (Nederlands) (1981) ISBN 90 6272 311X
- Tussen Sennaer en Lauwers (1972)  S. Hogendorp en H. Veenstra

Bijdrage:
- Annema van Dantumawoude (1997) ISBN 90 803833 2 5
- Bilingual Education in Friesland edited by Koen Zondag(1982) ISBN 90 6135 342 4
- De Ham - in doarp op 'e sânen - J. Dotinga (1985)
- Drogeham - Droegeham 1900-2000 (2015) ISBN 978-90-9028895-6
- Gereformeerde Kerk Twijzel 1892-1992 (1992)
- It is mei sizzen net te dwaan 1905-2006 In ieu kristlik ûnderwiis yn Twizel
- Jistrum 750 jier (1981)
- Niet een Brug te ver! Herdenking bevrijding 1945-1995 N.B.S Achtkarspelen
- Veldgids landschapselementen Noardlike Fryske Wâlden - Jan J. de Boer (2003)  ISBN 90 807803 1 6